# 相泽侑我
相泽侑我（日语：／ Aizawa Yūga；2002年12月2日—）是日本一名前儿童演员。他出身于东京都，原隶属于渡边娱乐。

## 人物简介
- 2012年，加入肥皂泡事务所（オフィスしゃぼん玉），于娱乐圈出道[2]。

- 2013年，移籍渡边娱乐[2]。

- 2016年，因专注学业而退出娱乐圈[3]。

## 演出作品

### 电影
| 电影名      | 公映日期       | 发行公司 | 饰演角色     |
| ----------- | -------------- | -------- | ------------ |
| 儿童警察    | 2013年3月20日  | 东宝     | 野上浩二郎   |
| 黑金丑岛君4 | 2016年10月22日 | S·D·P    | 戌亥（少年） |

### 舞台剧
- 孩子们的游戏（2015年8月20日－30日；博物馆剧场（日语：博品館劇場））——饰：羽山秋人

### 电视剧
| 电视剧名                    | 首播频道       | 首播日期                      | 演出角色               |
| --------------------------- | -------------- | ----------------------------- | ---------------------- |
| 儿童警察                    | TBS电视网      | 2012年4月17日－6月19日        | 野上浩二郎             |
| 儿童警视                    | TBS电视网      | 2013年1月22日－3月26日        | 野上浩二郎             |
| 假面骑士Wizard              | 朝日电视网     | 2012年9月2日－2013年9月29日   |                        |
| 恶作剧之吻～Love in TOKYO   | 富士电视TWO    | 2013年3月29日－7月19日        | 入江裕树               |
| 恶作剧之吻～Love in TOKYO 2 | 富士电视台     | 2014年11月24日－2015年2月23日 | 入江裕树               |
| 军师官兵卫                  | NHK综合频道    | 2014年1月5日－12月21日        | 斋（小寺氏职少年时代） |
| 幸福在哪里                  | NHK BS Premium | 2015年3月8日                  |                        |

### 综艺节目
- 天才儿童MAX（2013年4月－2014年3月；NHK教育频道）以TV战士身份

### 网络电影
- 幽灵乐队（ゴーストバンド）（2013年12月10日；YouTube雀巢剧场）——饰：西冈家的儿子[4]

### 原创戏剧
- 12岁。（随杂志《Ciao》2015年9月号、12月号附赠）——饰：桧山一翔[5][6]

### 广告
- 必胜客
- 三井不动产住宅（日语：三井不動産レジデンシャル）
- 猿田兴业
- 太阳之里